# ビジャカニャス
ビジャカニャス（Villacañas）は、スペイン・カスティーリャ＝ラ・マンチャ州トレド県のムニシピオ（基礎自治体）。
毎年5月1日にクリスト・デ・ラ・ビガ (Cristo de la Viga)という踊り子によるパレードが開催される。

## 概要
トレド県の南、マンチャ・アルタ・デ・トレド地域内に位置する。グアディアナ川の堆積盆地に広がる平野が街の大部分を占めているが、北西のシエラ・デル・ロメラル山脈によって北西に向かって緩やかな傾斜を成している。また、町の東にはいくつかのラグーンも見られる。このラグーンには、オオフラミンゴの群れが活動の拠点にしており、1年を通して観察することができる。

## 出身者
- フリアン・シモン - オートバイレーサー。2009年のロードレース世界選手権125ccクラスチャンピオン。
- アルベルト・デル・モラル - サッカー選手。